# In Good Company
In Good Company är en amerikansk film från 2004 i regi av Paul Weitz, som också skrivit filmens manus.

## Handling
Dan Foreman har jobbat i tjugo år på en annonsavdelning när företaget får nya ägare som vill göra om hela företaget. Det slutar med att Foreman får en 26-åring, Carter Duryea, till chef. Detta leder förstås till konflikter mellan Foreman och hans nya chef och till råga på allt förälskar sig hans 21-åriga dotter i Carter.

## Rollista i urval
| Dennis Quaid       | – Dan Foreman   |
| Topher Grace       | – Carter Duryea |
| Scarlett Johansson | – Alex Foreman  |
| Selma Blair        | – Kimberly      |
| Marg Helgenberger  | – Ann           |
| Philip Baker Hall  | – Eugene Kalb   |